# Dacatria templaris
Dacatria templaris (лат.) — вид муравьёв, единственный в составе рода Dacatria из подсемейства мирмицины (Myrmicinae, Crematogastrini).

## Распространение
Восточная Азия (Южная Корея), Вьетнам и Китай.

## Описание
Мелкие земляные муравьи желтовато-коричневого цвета, длина рабочих около 4 мм. Усики рабочих 12-члениковые, с нечеткой 3-сегментной булавой. Жвалы треугольные, с 5 зубчиками. Нижнечелюстные щупики 3-члениковые, нижнегубные щупики состоят из 2 сегментов. Глаза мелкие. Клипеус вертикально возвышается над жвалами и перед местами прикрепления усиков. Фронтальные кили и усиковые бороздки отсутствуют. Пронотум с двумя выступами в середине. Заднегрудка с двумя длинными и острыми проподеальными шипиками. Голени средних и задних ног без апикальных шпор. Стебелёк между грудкой и брюшком состоит из двух сегментов (петиоль и постпетиоль). Голова и грудь морщинистые. Отстоящие волоски отсутствуют. Жало развито

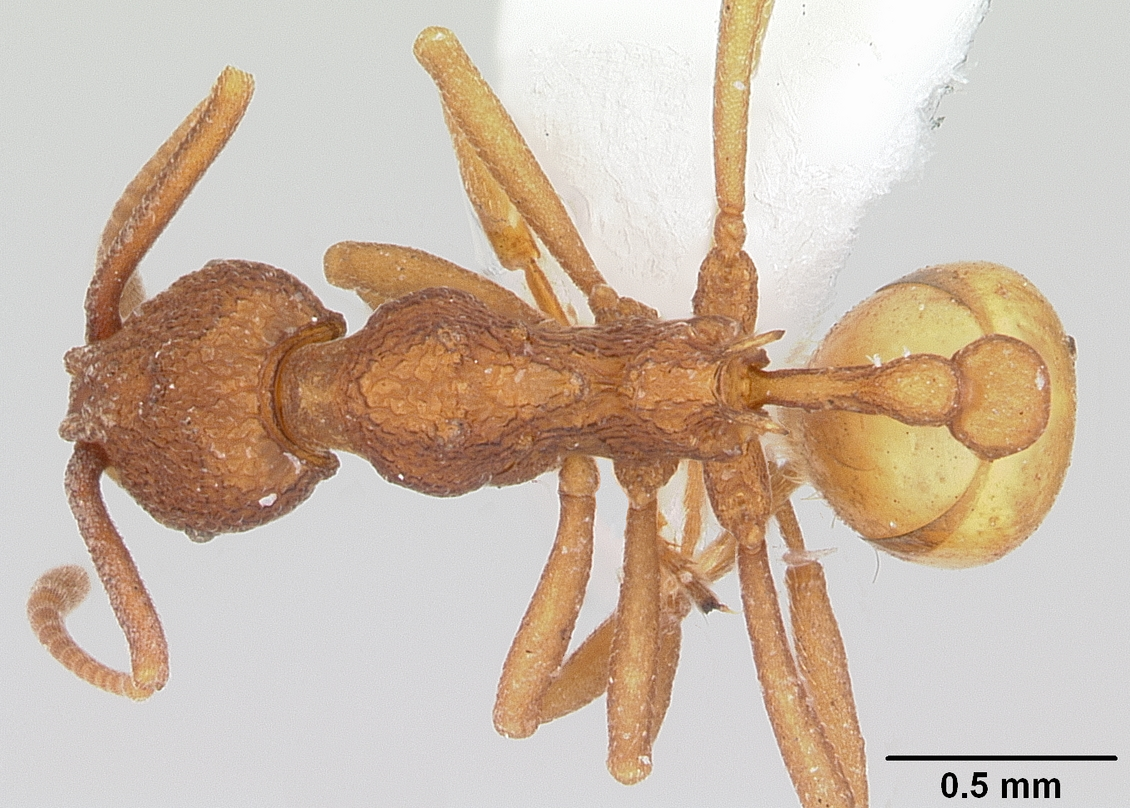
Рабочий сверху
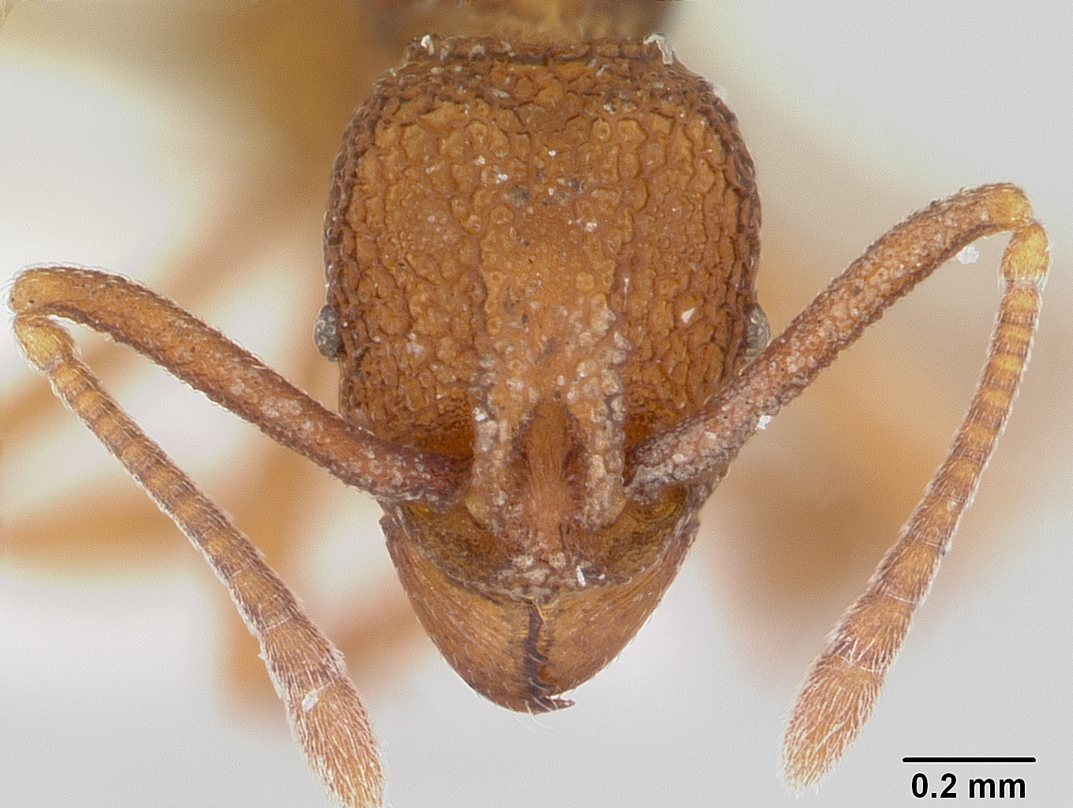
Голова
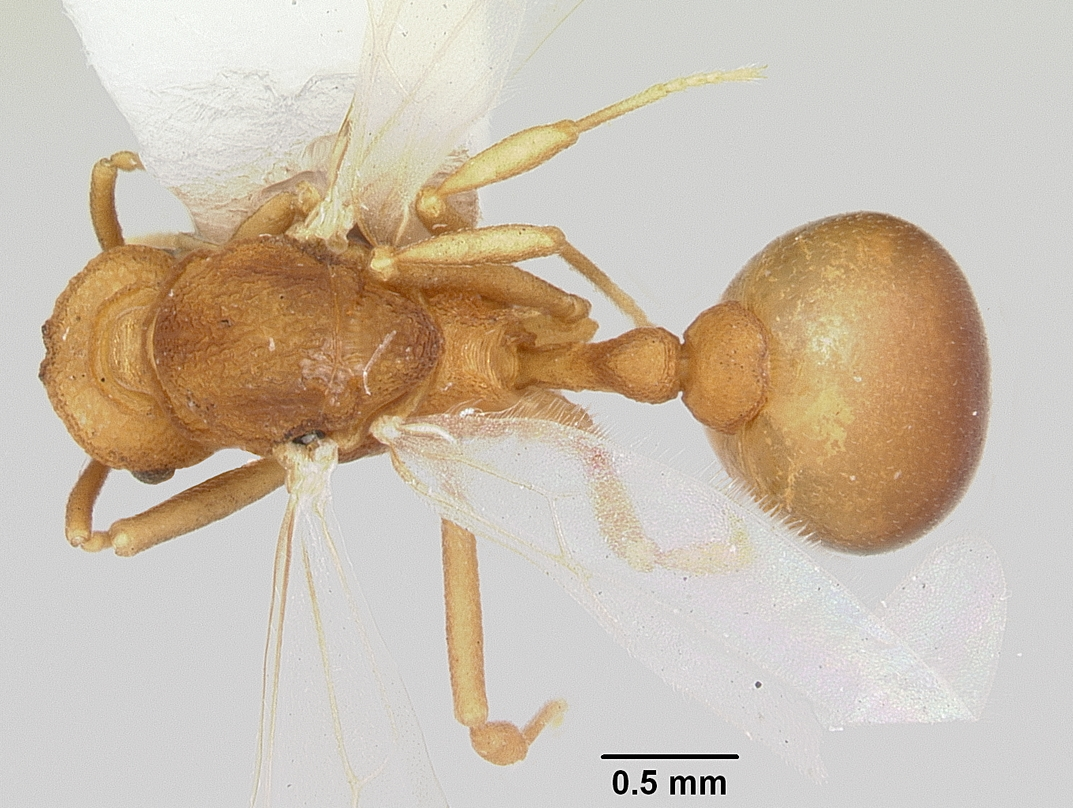
Самка сверху

## Систематика и этимология
Вид был впервые описан в 1994 году итальянским мирмекологом Фабрицио Ригато (Museo Civico di Storia Naturale, Милан, Италия) по материалам из Южной Кореи и выделен в монотипический род Dacatria. Систематическое положение остаётся неясным, род включали сначала в трибы Proattini, Stenammini, а с 2015 года их включают в состав трибы Crematogastrini, где сближают с родами Proatta и Tetheamyrma.
Родовое название Dacatria происходит от имени Mr Stefano Dacatra, собравшего типовую серию в Южной Корее.